# Mano-Mano
Mano-Mano, właśc. Hélder Carlos Muianga (ur. 28 września 1976 w Maputo) – mozambicki piłkarz występujący na pozycji obrońcy, reprezentant kraju, trener piłkarski.

## Życiorys
Wychowanek CD Costa do Sol. W 1994 roku został włączony do seniorskiej drużyny. Z klubem w 1994 roku zdobył mistrzostwo Mozambiku, a w latach 1995, 1997 i 1999 – puchar kraju. Łącznie dla CD Costa do Sol rozegrał 134 mecze ligowe, zdobywając siedem goli. 26 maja 1996 roku zadebiutował w reprezentacji w przegranym 0:1 towarzyskim meczu z Malawi. W 1999 roku przeszedł do Manning Rangers, dla którego rozegrał 66 meczów w PSL. W sezonie 2002/2003 grał w Black Leopards FC, następnie przez krótki okres był zarejestrowany jako piłkarz GD Maputo, nie rozgrywając jednak dla tego klubu żadnego spotkania. Sezon 2003/2004 spędził na grze w Dynamos FC. Następnie podpisał kontrakt z Budapest Honvéd FC. Wskutek braku pozwolenia na grę nie zadebiutował w rundzie jesiennej sezonu 2004/2005. Ostatecznie w NB I zadebiutował 16 marca 2005 roku w wygranym 2:1 spotkaniu z Pécsi MFC. Ogółem dla Honvéd rozegrał trzy ligowe mecze. Po zakończeniu sezonu przeszedł do Jomo Cosmos FC. W 2008 roku zakończył karierę, w trakcie której m.in. rozegrał 114 meczów w PSL.
Pełnił funkcję trenera technicznego w Jomo Cosmos FC i reprezentacji Mozambiku, a w 2015 roku był selekcjonerem reprezentacji.

## Statystyki ligowe
| Sezon     | Klub               | Liga                   | Mecze | Gole |
| --------- | ------------------ | ---------------------- | ----- | ---- |
| 1994      | CD Costa do Sol    | Campeonato Moçambicano | 17    | 1    |
| 1995      | CD Costa do Sol    | Campeonato Moçambicano | 31    | 0    |
| 1996      | CD Costa do Sol    | Campeonato Moçambicano | 29    | 2    |
| 1997      | CD Costa do Sol    | Campeonato Moçambicano | 27    | 1    |
| 1998/1999 | CD Costa do Sol    | Campeonato Moçambicano | 30    | 3    |
| 1999/2000 | Manning Rangers    | Premier Soccer League  | 10    | 2    |
| 2000/2001 | Manning Rangers    | Premier Soccer League  | 32    | 1    |
| 2001/2002 | Manning Rangers    | Premier Soccer League  | 24    | 3    |
| 2002/2003 | Black Leopards FC  | Premier Soccer League  | 19    | 2    |
| 2003      | GD Maputo          | Campeonato Moçambicano | 0     | 0    |
| 2003/2004 | Dynamos FC         | Premier Soccer League  | 22    | 0    |
| 2004/2005 | Budapest Honvéd FC | NB I                   | 3     | 0    |
| 2005/2006 | Jomo Cosmos FC     | Premier Soccer League  | 0     | 0    |
| 2006/2007 | Jomo Cosmos FC     | Premier Soccer League  | 3     | 0    |
| 2007/2008 | Jomo Cosmos FC     | Premier Soccer League  | 4     | 0    |